# Domitila Flores
Pour les articles homonymes, voir Flores.
Domitila Flores est l'une des sept paroisses civiles de la municipalité de San Francisco dans l'État de Zulia au Venezuela. Sa capitale est El Silencio.